# Dematium echinobotryum
Dematium echinobotryum är en svampart som beskrevs av Pers. 1801. Dematium echinobotryum ingår i släktet Dematium, divisionen sporsäcksvampar och riket svampar.   Inga underarter finns listade i Catalogue of Life.